# Бојана Бамбић
Бојана Бамбић (Београд, 10. октобар 1981) српска је позоришна, телевизијска и филмска глумица.

## Биографија
Бојана Бамбић је рођена 10. октобра 1981. године у Београду. Глуму је дипломирала на Академији уметности, 2003. године представом Јача. Ћерка је глумице Радмиле Живковић и дипломираног сниматеља Предрага Бамбића. Прву улогу остварила је 2002. године у филму Зона Замфирова.

## Улоге

### Филмографија
| Год.       | Назив                              | Улога           |
| ---------- | ---------------------------------- | --------------- |
| 1996.      | Мали кућни графити                 | Владислава      |
| 2002.      | Зона Замфирова                     | Гена            |
| 2003.      | Сјај у очима                       | Рускиња         |
| 2004.      | Јесен стиже, Дуњо моја (филм)      | Савина сестра 3 |
| 2004.      | Карађорђе и позориште              | Ружица          |
| 2005.      | Дангубе!                           |                 |
| 2008—2015. | Улица липа                         | Анђелка         |
| 2009.      | Јесен стиже, дуњо моја (ТВ серија) | Савина сестра 2 |
| 2010.      | Крај                               | Жена            |

### Улоге у позоришту
| Представа                 | Улога     | Режија            |
| ------------------------- | --------- | ----------------- |
| Дом Бернарде Албе         | Амелија   | Јагош Марковић    |
| Коштана                   | Стана     | Бурхан Рахим      |
| Госпођа министарка        | Соја      | Јагош Марковић    |
| Фигарова женидба и развод | Марселина | Слободан Унковски |
| Свињски отац              | Миланка   | Јагош Марковић    |
| Нова Страдија             | Зина      | Кокан Младеновић  |
| Михољско лето             | Каћа      | Егон Савин        |